# 蘇我田口川堀
蘇我 田口 川堀（そが の たぐち の かわほり）は、飛鳥時代の貴族。姓は臣。名は蝙蝠とも表記される。

## 経歴
川堀は、『新撰姓氏録』に推古天皇の代の人物として見える田口氏の祖の蝙蝠のことで、蘇我馬子と同世代の人間である。
孝徳朝の大化元年9月3日（645年）、古人皇子は蘇我田口川掘を中心として物部朴井椎子・吉備笠垂・倭漢文麻呂・朴市秦田来津と共に謀叛を企てた。ところが、9日後に吉備笠垂は中大兄皇子にこの企てを密告し（あるいは阿倍内麻呂と蘇我倉山田石川麻呂の前で自首し）、中大兄は「兵若干」（いくさそこばく）を派遣して、古人らを討ち取ってしまった、あるいは11月30日に兵40人によって息子ともども斬殺され、妃や側室は自殺してしまった。
古人大兄皇子の与同者とされたもののうち、川堀を除く全員が、その後も官人として活動していることから、この事件は古人大兄皇子と蘇我氏を排斥することを目的としていたことがわかる。
川堀が「謀反」に参画したのは、蘇我氏系の長老として、蘇我倉山田石川麻呂（蘇我倉氏）が非蘇我氏系王族である中大兄皇子と結んで氏上の地位を継いだことに対する反発も手伝い、蘇我系王族の古人大兄皇子に期待するところがあったと考えられる。
なお、大化2年3月（646年）、天皇は東国の国司に詔して、朝集使を集め、地方の政治の査定をすることになった。その中に
とあり、この田口臣は「蘇我田口筑紫」のことと推定されている。
また、大化5年（649年）に蘇我倉山田石川麻呂が蘇我日向の讒言により謀叛の疑いで自殺させられているが、この時、蘇我田口筑紫が捕らえられ、処刑されている。

## 参考資料
- 『日本書紀』(四)、岩波文庫、1995年
- 宇治谷孟訳『日本書紀』全現代語訳(下)、講談社学術文庫、1988年
- 直木孝次郎『日本の歴史2　古代国家の成立』中央公論社、1965年